# Цитрус
Цитрус (лат. Citrus) — рід вічнозелених рослин родини рутових (Rutaceae), єдиний рід триби цитрусових (Citreae).

## Походження
Батьківщиною цитрусових вважають Індію і Китай, звідки вони потрапили до Ірану, Сирії та Єгипту. У країнах Середземномор'я введені в культуру в XI ст., а в XIV ст. стали широко культивуватися. На початку XVI ст. цитрусові набули поширення в Америці, особливо в Каліфорнії та Флориді.
Квітки та листя цитрусових містять цінні ефірні олії та глікозиди. У плодах грейпфрута виявлені нероль і птигрен, гесперидин і халкон, в кислому апельсині — нарингін і сударатамарин. До особливостей цитрусових відноситься їх довговічність — середня тривалість їх життя більш як 100 років, хоча відомі випадки значно довшого існування. К. Иліяшик повідомляє про помаранчеве дерево віком понад 600 років, що росте в Римі.

### Таксономія
Багато культивованих видів цитрусових є природними або штучними гібридами невеликої кількості основних предкових видів, включно з цитроном, помело та мандарином. Природні та культивовані гібриди цитрусових включають такі комерційно важливі фрукти, як апельсини, грейпфрути, лимони, лайми та деякі мандарини. Численні гібридизації створили таксономію цитрусових.

Багато видів цитрусових є гібридами цитрона, мандарина і помело. Існують також гібриди кумквата і трійчастого апельсина.

Окрім цих основних видів, вирощують австралійський лайм і нещодавно відкритий маншаньєган. Кумкват і кліменія (Clymenia) зараз зазвичай вважаються такими, що належать до роду цитрусових. Несправжні апельсини, Oxanthera з Нової Каледонії, були перенесені до роду Citrus на основі філогенетичних доказів.

## Етимологія
Загальна назва походить з латинської мови, де вона вказувала на рослину, яку зараз відомо як цитрон (C. medica), або хвойне дерево (Thuja). Вона пов'язана з давньогрецьким словом для кедра — κέδρος (kédros). Це може бути пов'язано зі сприйняттям схожості запаху листя та плодів цитрусових з запахом кедра. Всі разом цитрусові плоди та рослини також відомі як agrumes (буквально «кислі плоди») — запозичення з романських мов.

## Опис

### Дерево
Цитрусові - великі чагарники або дерева невеликого і середнього розміру, що досягають 5-15 м заввишки, з колючими пагонами та почергово розміщеним вічнозеленими листками із цільним краєм. Квітки поодинокі або зібрані в дрібні щитки,кожна квітка діаметром 2-4 см, з п'ятьма (рідко чотирма) білими пелюстками та численними тичинками; вони часто дуже сильно пахнуть через наявність залоз ефірної олії.

### Фрукти

Будова ботанічного гесперидію

Плід — гесперідій, спеціальна ягода з кількома плодоніжками, від кулястої до подовженої,   довжиною 4-30 см (1,6-11,8 дюйма) і діаметром 4-20 см (1,6-7,9 дюйма), зі шкіркою або «шкіркою», яка називається околоплодником. Зовнішній шар околоплодника — це «екзокарпій», який називається флаведо, який зазвичай називають цедрою. Середній шар околоплодника — мезокарпій, який у цитрусових складається з білого губчастого альбедо або серцевини. Самим внутрішнім шаром околоплодника є ендокарпій. Він оточує різну кількість плодолистків, що мають форму радіальних сегментів. Насіння, якщо воно є, розвивається всередині плодолистків. Простір усередині кожного сегмента являє собою локулу, заповнену везикулами з соком, або м'якоттю.  Від ендокарпію в локули відходять ниткоподібні «волоски», які забезпечують живлення плоду під час його розвитку.  Рід має комерційне значення, оскільки багато видів вирощують заради їхніх плодів. Деякі сорти були виведені таким чином, що їхні плоди легко очищаються від шкірки та не містять  насіння, тобто є партенокарпічними.
Аромат цитрусових надають флавоноїди та лімоноїди, що містяться в шкірці. Флавоноїди включають різні флаванони та флавони. Шкірка соковита, містить велику кількість лимонної кислоти, яка разом з іншими органічними кислотами, включаючи аскорбінову кислоту (вітамін С), надає їм характерного гострого смаку. Цитрусові різноманітні за розміром і формою, а також за кольором і смаком, що відображає їх біохімію;  наприклад, грейпфрут має гіркий присмак завдяки флаванону, нарингину.

Цитрусові різноманітні за розміром, кольором і смаком..
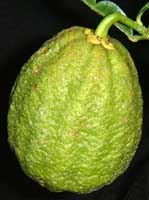
Лимон ічанський
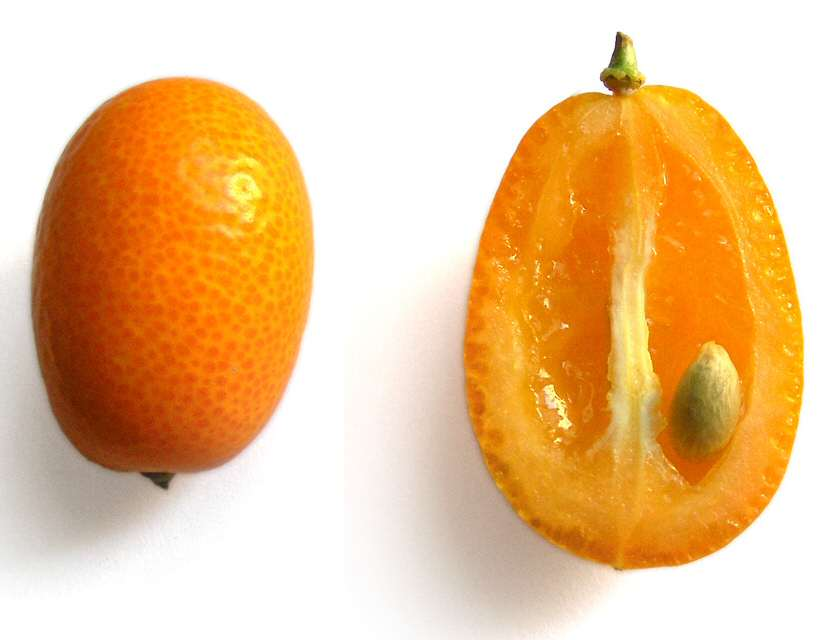
Кумкват, з насінням всередині однієї з плодоніжок
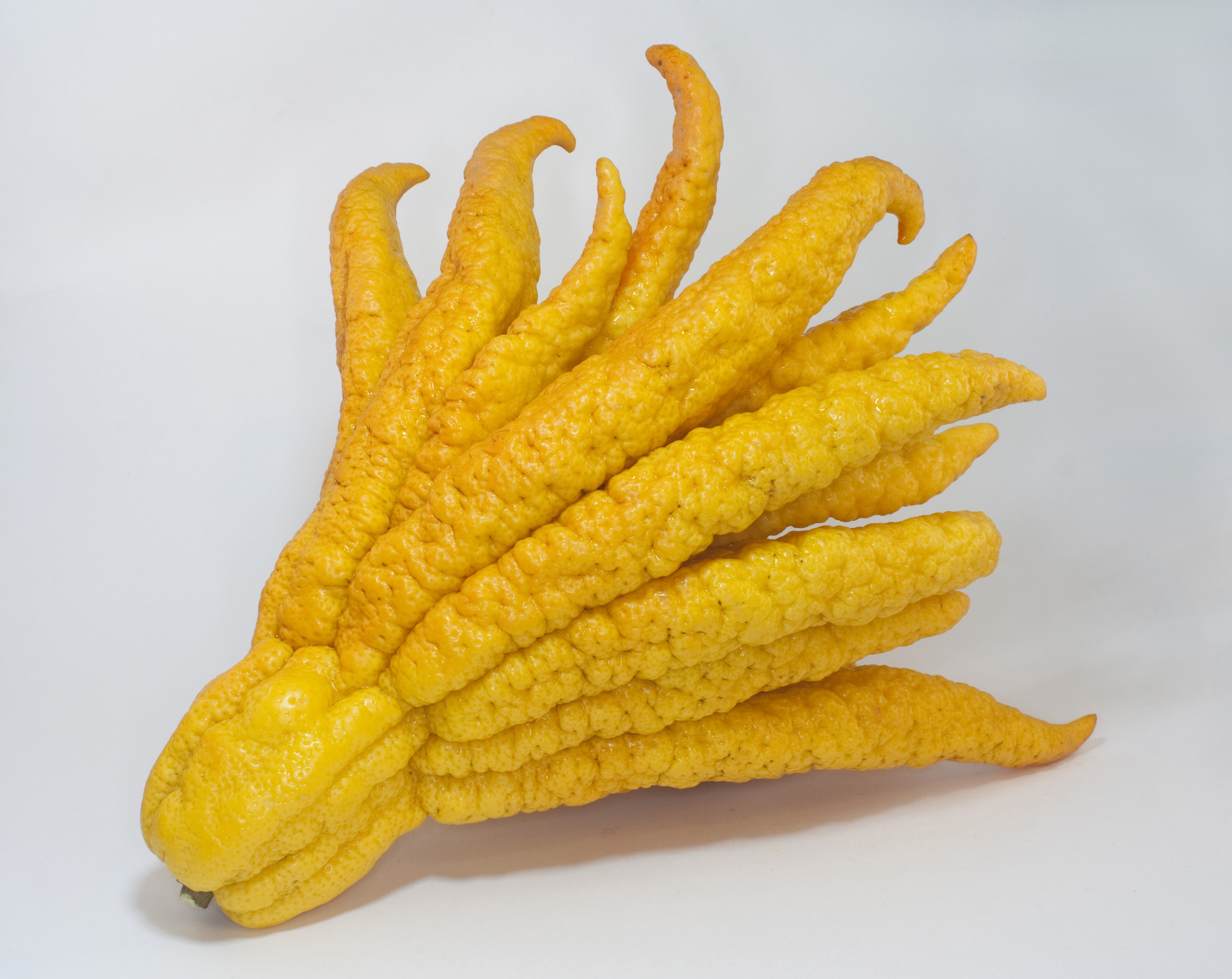
Цитрон пальчастий
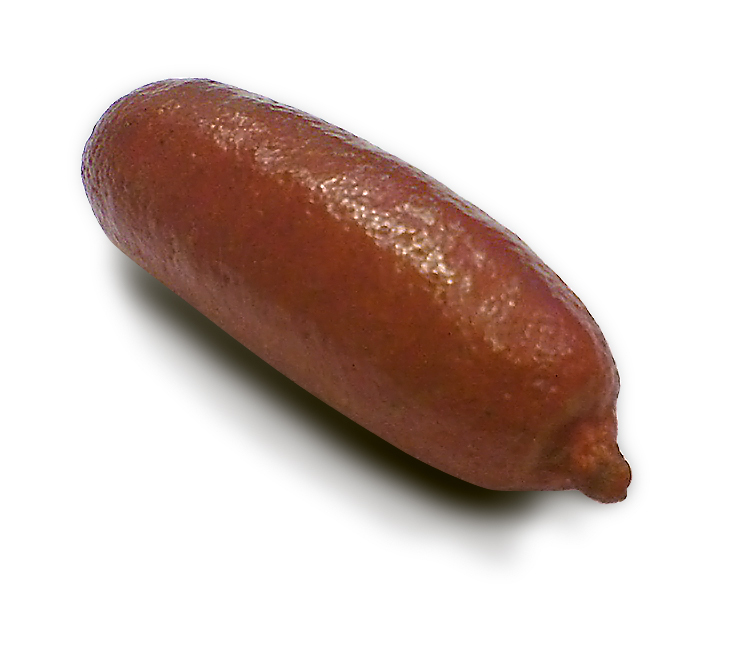
Червоний пальчастий лайм
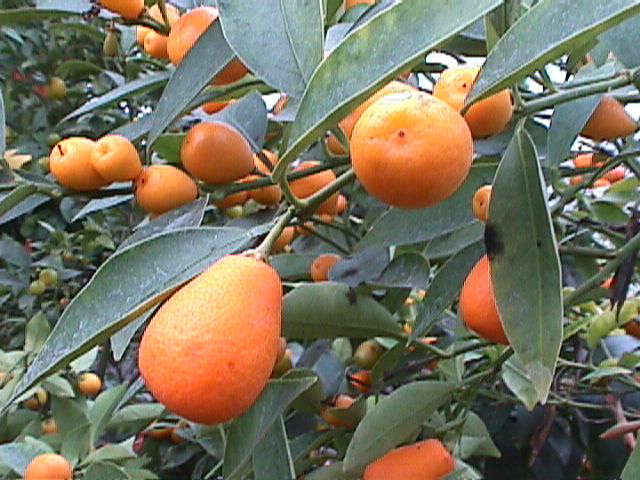
Климентія

## Значення у сільському господарстві
Серед численних плодових рослин цитрусові користуються особливою популярністю. Плоди мандаринів, апельсинів, лимонів, цитронів, грейпфрутів відрізняються високими поживними, лікувальними та дієтичними властивостями. Вони служать сировиною для отримання чудових соків, компотів, цукатів і варення, цінних ефірних олій і різних есенцій, що широко використовуються в харчовій, кондитерській і парфумерній промисловості. Плоди цитрусових багаті глюкозою, сахарозою, фруктозою (загальний вміст цукрів варіює від 6,34 % у лимона до 7,02 % у мандарина) і різноманітними вітамінами (З, D, А, В1, В2, РР) і провітамінами (А, Е). Так, за вмістом вітаміну С плоди цитрусових значно перевершують плоди інших культур: у плодах апельсина, мандарина, лимона і грейпфрута міститься відповідно 66, 25-40, 52-60 і 38-41 мг%, аскорбінової кислоти, в плодах яблуні (сорт Антонівка) — 33, в груші — 3-10, у вишні — 15, в сливі — 4-7 у винограді — 2-3 мг%/.
У несприятливі в метеорологічному відношенні роки кількість вітаміну С в плодах цитрусових різко знижується. Окрім споживання у свіжому або переробленому вигляді, цитрусові плоди широко використовуються в медицині при різних захворюваннях. За даними Г. А. Алавидзе (1960), у давньогрузинській медичній літературі XI—XVI ст. часто згадується про медичні настоянки, що виготовляються з плодів і листя цитрусових. Характерно, що при тривалому зберіганні й переробці плодів вміст вітамінів у них не змінюється.

## Вирощування

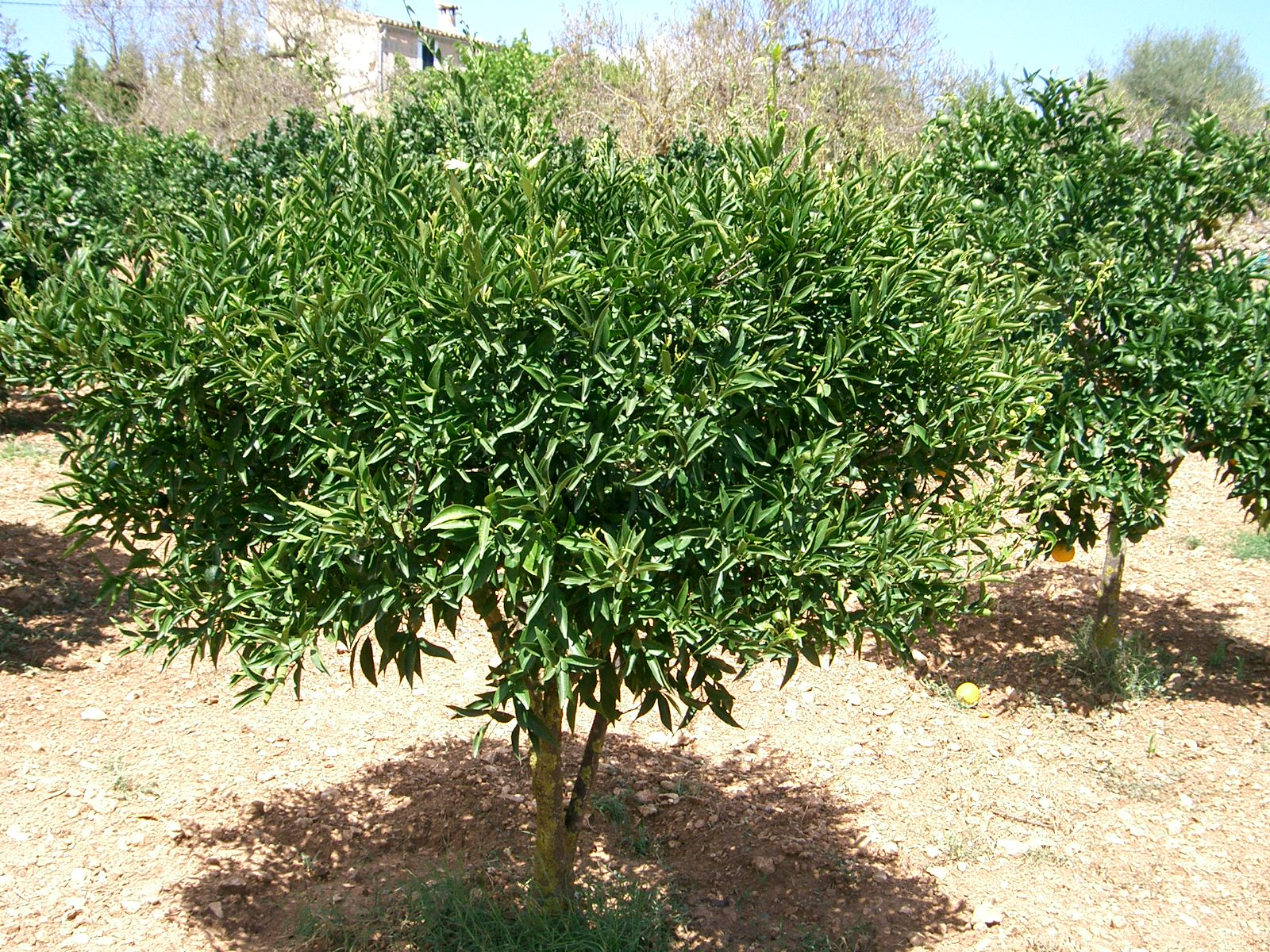
Плантація мандаринів, Мальорка

Плоди цитрусових відрізняються довготривалим зберіганням і добре транспортуються. При відповідних температурах вони можуть зберігатися до врожаю наступного року.
За останнє сторіччя у світовому сільськогосподарському садівництві цитрусові насадження зайняли перше місце, і зараз немає жодної тропічної або субтропічної країни, що не має цитрусових плантацій.
Виробництво цитрусових плодів на земній кулі в наш час[коли?] стоїть на другому місці після винограду. Тільки за останні 20 років збір плодів цитрусових збільшився з 22 до 48 млн т, причому 80 % цієї кількості припадає на частку апельсинів, мандаринів і танжеринів, а інше — на частку цитронів, грейпфрутів і лимонів. В середньому за 15-16 років приріст виробництва апельсинів склав 5,1 %, мандаринів — 7,5, лимонів — 4,7, грейпфрутів — 4,3 %.

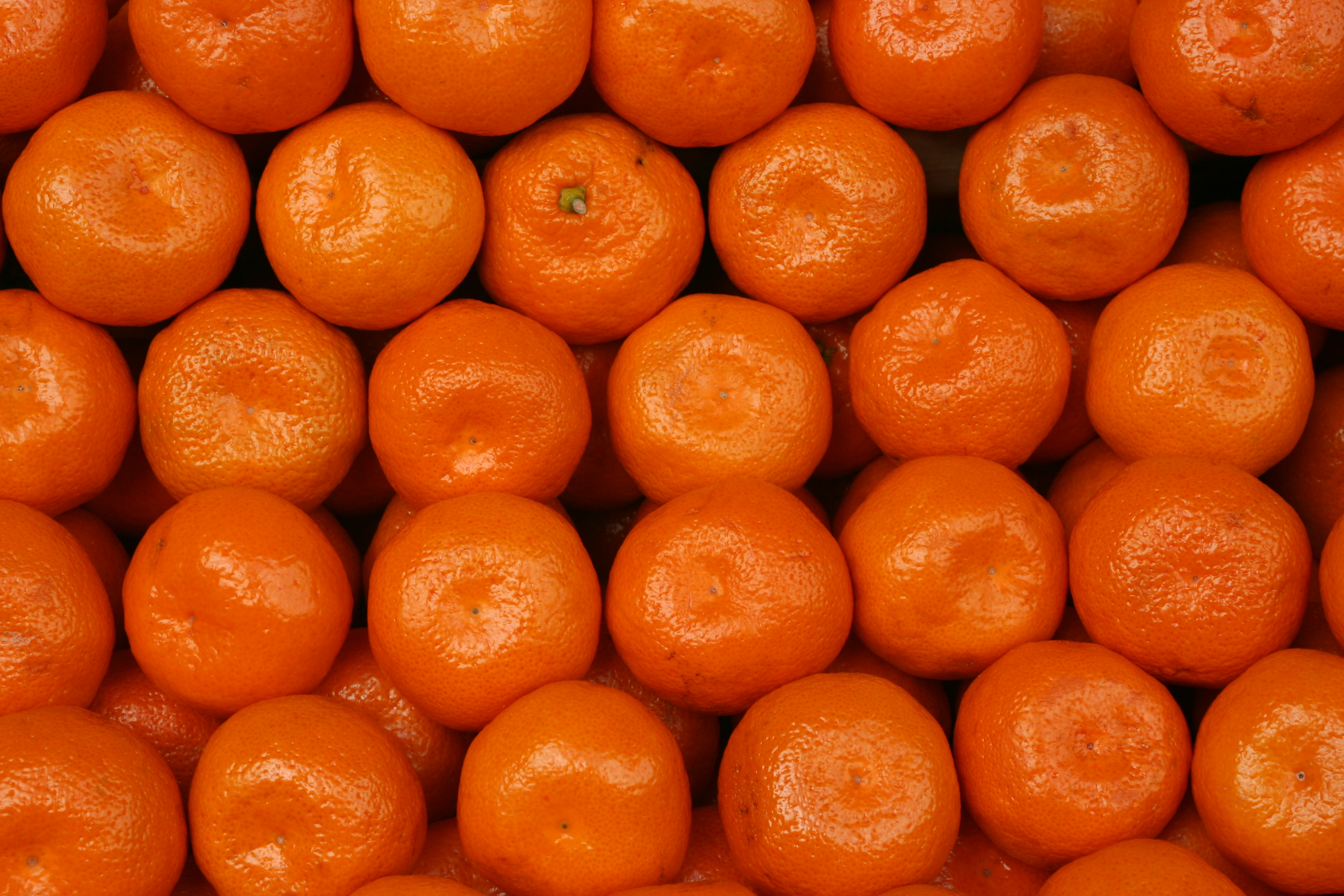
Мандарини

Вирощують цитрусові в Європі, Азії, Африці, Америці і Австралії — всього в 75 країнах світу, об'єднаних у три великі групи: країни Північної і Центральної Америки, Середземноморські країни та інші країни (Африка, Азія, Південна Америка, Океанія). У першій групі найбільшим виробником цитрусових, особливо апельсинів і грейпфрутів, є США — 30 %, в другій групі — Італія, Іспанія, Португалія, Марокко, Алжир, Єгипет, Югославія, Греція, Ізраїль, що забезпечують 25-28 % світового виробництва цитрусових, в основному апельсинів, лимонів, грейпфрутів і цитронів. За виробництвом цитронів перше місце у світі займає Італія. На частку країн третьої групи припадає близько 40 % світового виробництва цитрусових. Основними їх виробниками є Японія, Індія, Бразилія. У боротьбі зі шкідниками цитрусових важливий внесок зроблений українським ентомологом М. А. Теленгою.
З країн колишнього СРСР основною зоною промислового обробітку цитрусових є Грузія. За історичними відомостями цитрусові були відомі в Грузії ще в XII ст., коли, за описом академіка Н. Н. Кецховелі, війська цариці Тамари, розгромивши султана Нукаредіна, захопили оригінал арабської «Книги лікаря», де згадувалося про плоди цитрусових — туринджії (помпельмус). Відомі факти і ранішого використання цитрусових. П. М. Жуковський (1964) повідомляє, що ще в XI ст. знаменитий узбецький лікар Авіценна виготовляв ліки в суміші з соком кислого апельсина.

## Історія вирощування на території України
В Україні промислове вирощування цитрусових не розвинене, але перероблення цитрусових плодів на соки та дитяче харчування існує майже на усіх підприємствах харчової промисловості, які виробляють вказані продукти.
В Закарпатті та Криму можна вирощувати перспективні гібриди Citrus trifoliata та Citrus cavaleriei з їстівними або напівїстівними плодами.

## Список представників роду

Рід цитрусових до початку вирощування людиною включав такі види:
- Citrus aurantifolia — Лайм з Індії
- Citrus maxima — Помело (помпельмус або шеддок) з Малайського архіпелагу
- Citrus medica — Цитрон з Індії
- Citrus reticulata — Мандарин, з Китаю
- Citrus trifoliata — Понцирус трилистковий, з Кореї та прикордонних районів Китаю (часто відділяється, як Poncirus)
- Citrus cavaleriei— західно-центральний Китай
- Австралійські лайми
  - Citrus australasica[en] — Пальчиковий лайм (іноді виділяється в Microcitrus)
  - Citrus australis[en] — Австралійський круглий лайм (іноді виділяється в Microcitrus)
  - Citrus glauca — Пустельний лайм (іноді виділяється в Eremocitrus): і 3 інших Microcitrus
- Кумквати, 4-5 видів, походить із Південно-Східної Азії (часто відділяється, як Fortunella)
- Papeda, включає
  - Citrus halimii[en] — limau kadangsa, limau kedut kera, з Таїланду та Малаї
  - Citrus indica[en] — Індійський Дикий помаранч, з Індії

### Гібриди та сорти
Сортування за походженням. Оскільки кожен є продуктом (принаймні) двох батьківських видів, то вони перераховані кілька разів.
На основі Citrus maxima
- Аманацу, нацумікан — Citrus × natsudaidai (C. maxima × невідоме)
- Кам сань (Cam sành) (C. reticulata × C. × sinensis)
- Грейпфрут — Citrus × paradisi (C. maxima × C. × sinensis)
- Імператорська цитрина (C. × limon × C. × paradisi)
- Кінноу, Уїлкінґ (C. × nobilis × C. × deliciosa)
- Кійомі (C. sinensis × C. × unshiu)
- Танжело (C. reticulata × C. × paradisi)
- Оранжело, Chironja (C. × paradisi × C. × sinensis)
- Оробланко, Світі (C. maxima × C. × paradisi)
- Помаранч — Citrus × sinensis (ймовірно C. maxima × C. × reticulata)
- Танжело — Citrus × tangelo (C. reticulata × C. maxima або C. × paradisi)
- Танґор — Citrus × nobilis (C. reticulata × C. × sinensis)
- Аґлі (C. reticulata × C. maxima or C. × paradisi)

На основі Citrus medica
- Citrus medica var. sarcodactylus — Citrus medica var. sarcodactylus
- Цитрон види з кислим соком: цитрон Діамант, Флорентійський цитрон, Грецький цитрон і цитрон Баладі
- Цитрон види з солодким соком: Корсиканський цитрон і Марокканський цитрон.
- Єменський цитрон — не соковитий цитрон.
- Фернандіна — Citrus × limonimedica (ймовірно C. medica × C. × limon)
- Пондероза (Ponderosa Lemon) (ймовірно C. medica × C. × limon)

На основі Citrus reticulata
- Берґамот — Citrus × aurantium ssp. bergamia or Citrus × bergamia
- Померанець, Seville Orange — Citrus × aurantium
- Кривавий помаранч — Citrus × sinensis cultivars
- Кам сань (Cam sành) (C. reticulata × C. × sinensis)
- Кінотто (Chinotto) — Citrus × aurantium var. myrtifolia or Citrus × myrtifolia
- Клементіна — Citrus × clementina
- Мандарин Клеопатри — Citrus × reshni
- Декопон — Citrus reticulata cv. 'Siranui' (ChungGyun × Ponkan)
- Дайдай — Citrus × aurantium var. daidai or Citrus × daidai
- Ґрейпфрут — Citrus × paradisi (C. maxima × C. × sinensis)
- Германдіна — Citrus reticulata cv. 'Hermandina'
- Імператорська цитрина (C. × limon × C. × paradisi)
- Кінноу, Уїлкінк (C. × nobilis × C. × deliciosa)
- Кійомі (C. sinensis × C. × unshiu)
- Середземноморський мандарин, Willow Leaf — Citrus × deliciosa
- Цитрина Меєра, Valley Lemon — Citrus × meyeri (C. × limon × C. × paradisi or C. × sinensis)
- мандарин Міхаль — Citrus reticulata cv. 'Michal'
- Мікан, Satsuma — Citrus × unshiu
- Танжело (C. reticulata × C. × paradisi)
- мандарин Нова, Clemenvilla
- Оранжело, Chironja (C. × paradisi × C. × sinensis)
- Оробланко, Світі (C. maxima × C. × paradisi)
- Понкан — Citrus reticulata cv. 'Ponkan'
- Рангпур, Lemanderin, Mandarin Lime — Citrus × limonia (C. reticulata × C. × limon)
- Помаранч — Citrus × sinensis (імовірно C. maxima × C. × reticulata)
- Танжело — Citrus × tangelo (C. reticulata × C. maxima or C. × paradisi)
- Танжерин — Citrus × tangerina
- Танґор — Citrus × nobilis (C. reticulata × C. × sinensis)
- Аґлі (C. reticulata × C. maxima or C. × paradisi)
- Юзу — Citrus × junos (C. reticulata × C. × ichangensis)

Невизначена база
- Алемау, Alemow Colo — Citrus × macrophylla
- Джерук лімау — Citrus × amblycarpa
- Ґаджанімма, Carabao Lime — Citrus × pennivesiculata
- Citrus ichangensis, Ichang Papeda — Citrus × ichangensis
- Імператорська цитрина (C. × limon × C. × paradisi)
- Ійокан, Iyokan, anadomikan — Citrus × iyo
- Кабосу, Kabosu — Citrus × sphaerocarpa
- Кафрський лайм, makrut — Citrus × hystrix
- Khasi Papeda — Citrus × latipes
- Цитрина — Citrus × limon
- Ліметта, Солодка цитрина, солодкий лайм, мозамбі — Citrus × limetta
- Палестинський солодкий лайм — Citrus × limettioides Tanaka
- Перський лайм, Tahiti Lime — Citrus × latifolia
- Помпія («Citrus mostruosa», a nomen nudum)
- Раф-цитрина, Rough Lemon — Citrus × jambhiri Lush.
- Шекваша, Hirami Lemon, Taiwan Tangerine — Citrus × depressa
- Судачі — Citrus × sudachi
- Сунакі, Suenkat — Citrus × sunki
- Тачібана (Citrus tachibana (Mak.) Tanaka)
- Волкамер-цитрина, Volkamer Lemon — Citrus × volkameriana

## Вплив на людину

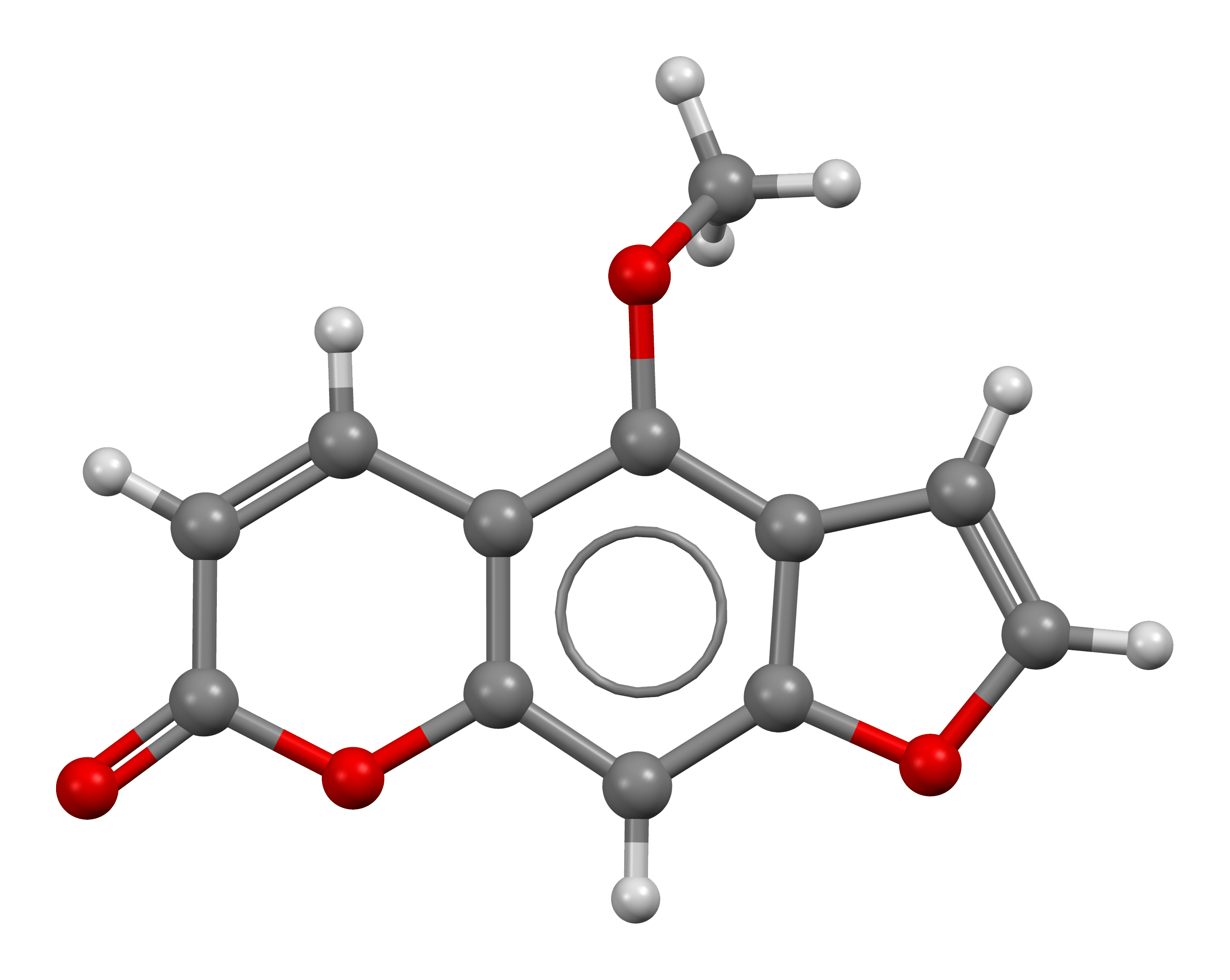
Бергаптен (5-метоксипсорален) — це фуранокумарин у деяких цитрусових, який викликає запалення шкіри під впливом ультрафіолету.

Деякі види цитрусових містять значну кількість фуранокумаринів. У людини деякі з них діють як сильні фотосенсибілізатори при місцевому нанесенні на шкіру, а інші взаємодіють з ліками під час перорального прийому у вигляді ефекту грейпфрутового соку. Через фотосенсибілізуючу дію деяких фуранокумаринів деякі види цитрусових викликають фітофотодерматит потенційно важке запалення шкіри, що виникає внаслідок контакту зі світлочутливими ботанічними речовинами, а також при подальшому опроміненні ультрафіолетовим світлом. У видах цитрусових основним фотосенсибілізуючим агентом є бергаптен, лінійний фуранокумарин, похідний від псоралену. Це твердження було підтверджено для лайма і бергамоту. Зокрема, ефірна олія бергамоту має вищу концентрацію бергаптену (3–3,6 г/кг), ніж будь-яка інша ефірна олія на основі цитрусових.
Систематичний огляд вказує на те, що споживання цитрусових пов'язане зі зниженням ризику розвитку раку молочної залози на 10 %.

## Використання

### Кулінарні страви
Багато цитрусових, таких як апельсини, мандарини, грейпфрути та клементини, зазвичай їдять свіжими. Зазвичай їх очищають від шкірки, та легко розділяють на сегменти. Грейпфрут частіше розрізають навпіл і їдять зі шкірки ложкою. Лимонад — популярний напій, який готують, розбавляючи сік і додаючи цукор. Лимонний сік додають у салатні заправки і видавлюють на фруктовий салат, щоб він не набув коричневого кольору: його кислотність пригнічує окислення ферментами поліфенолоксидази.
Різноманітні смаки можна отримати з різних частин і способів обробки цитрусових. Кольорова зовнішня шкірка деяких цитрусових, відома як цедра, використовується в кулінарії як ароматизатор.
Цілий гіркий апельсин (а іноді й інші цитрусові), включаючи шкірку з її ефірними оліями, варять з цукром для приготування мармеладу.

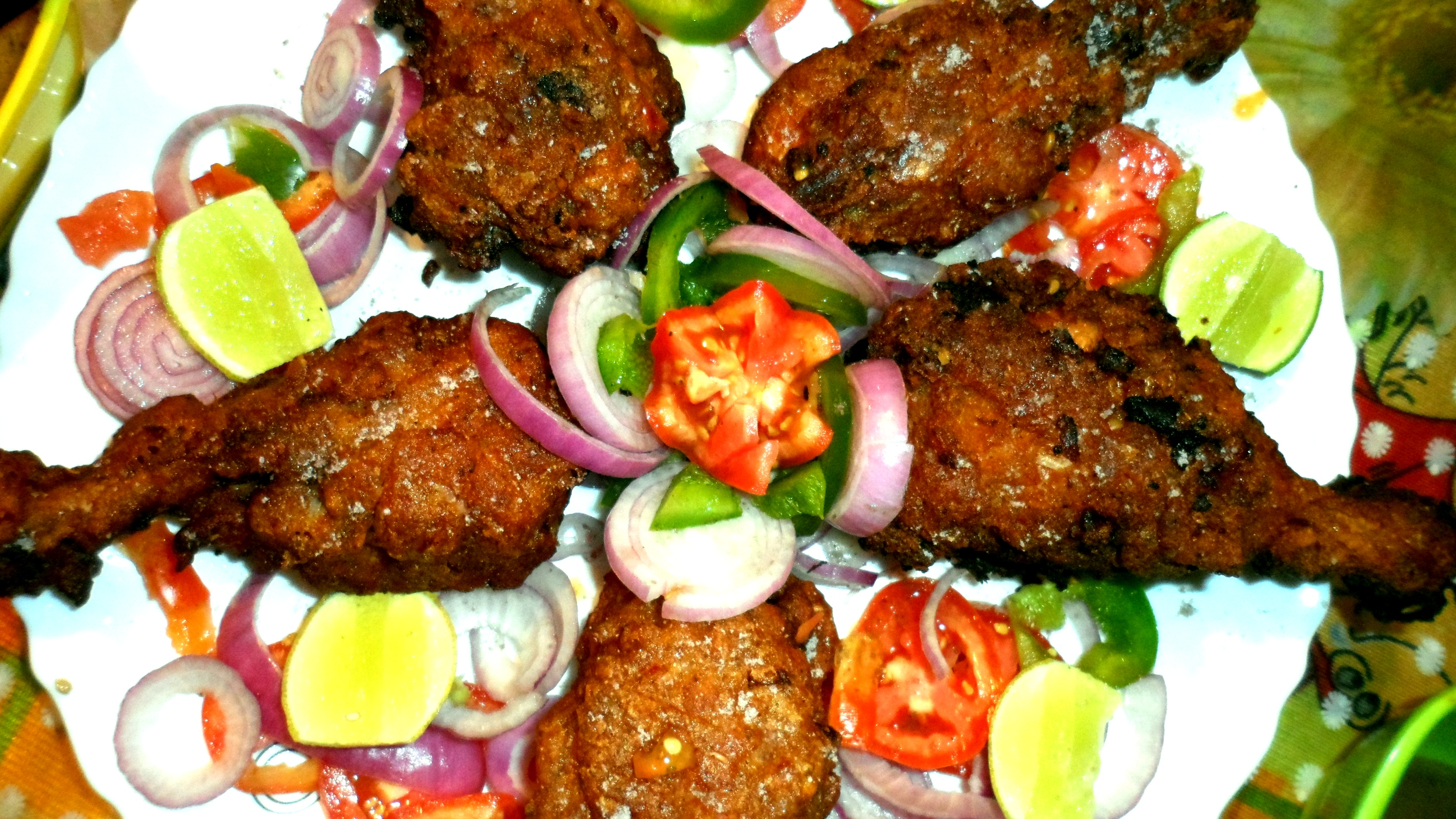
Смажена курка, прикрашена лимоном і цибулею
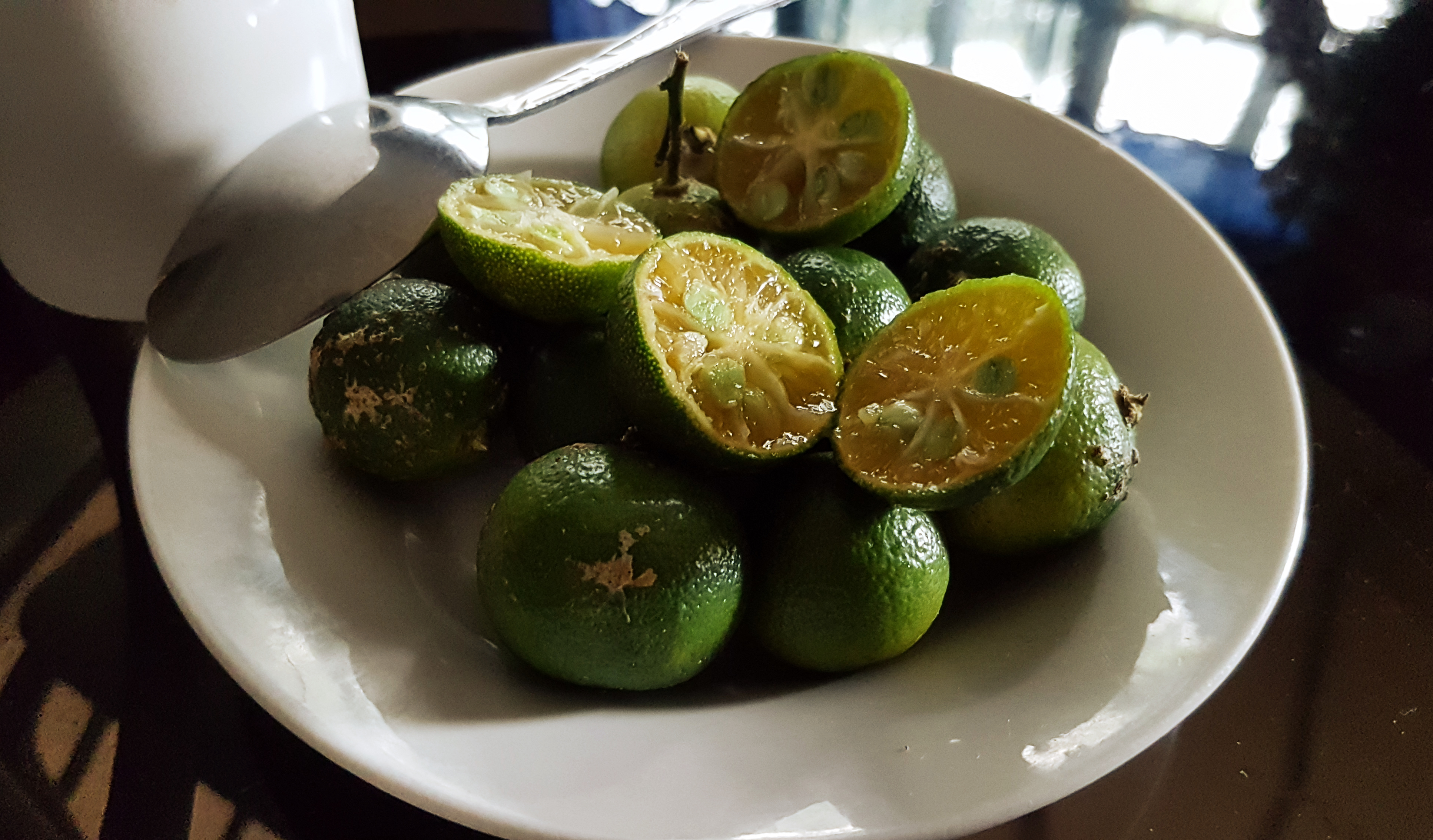
Каламансі, повсюдно використовуваний у філіппінських приправах
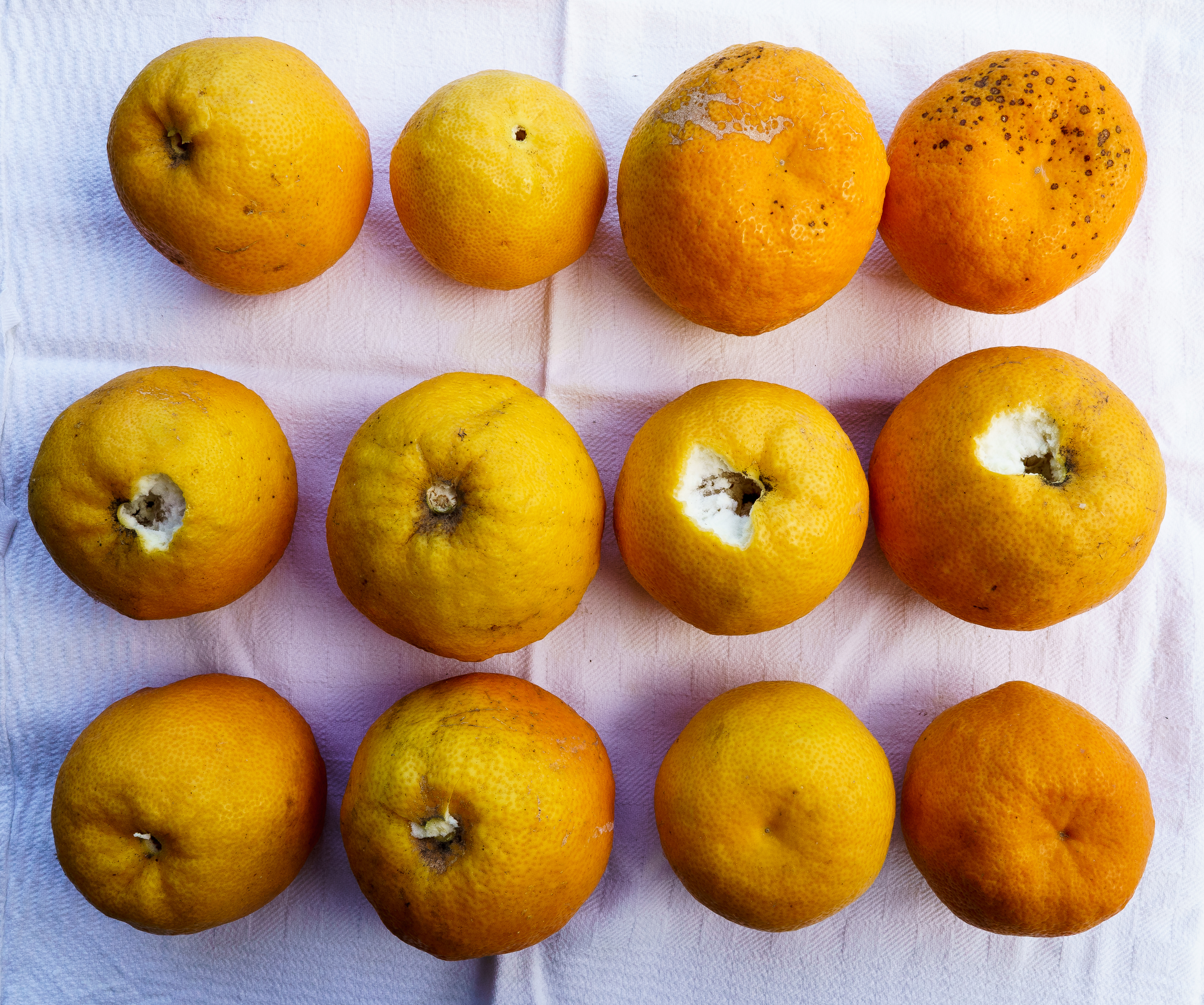
Гіркі апельсини ( Citrus × aurantium ) використовують для мармеладу .
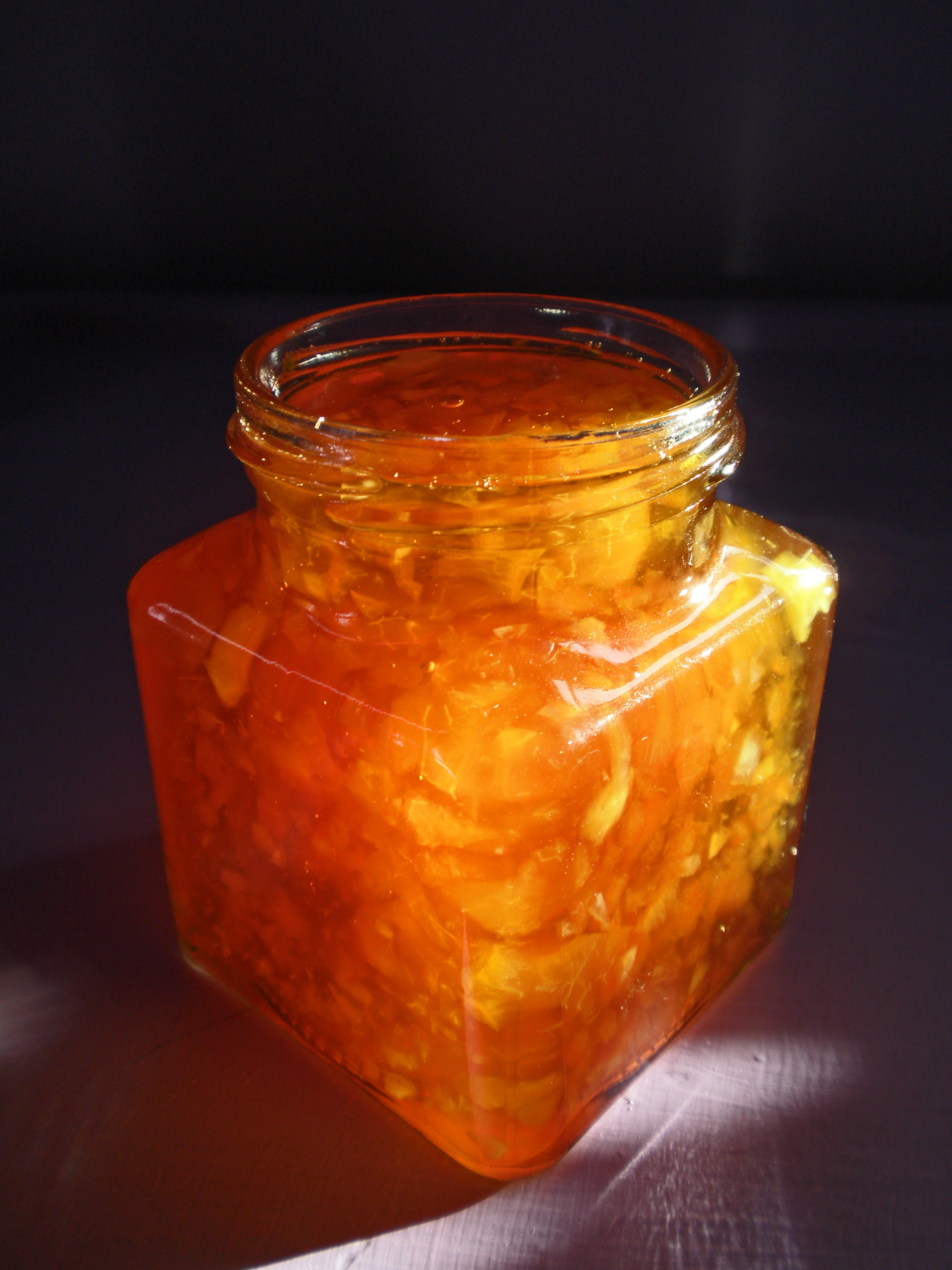
Мармелад, з апельсиновою цедрою
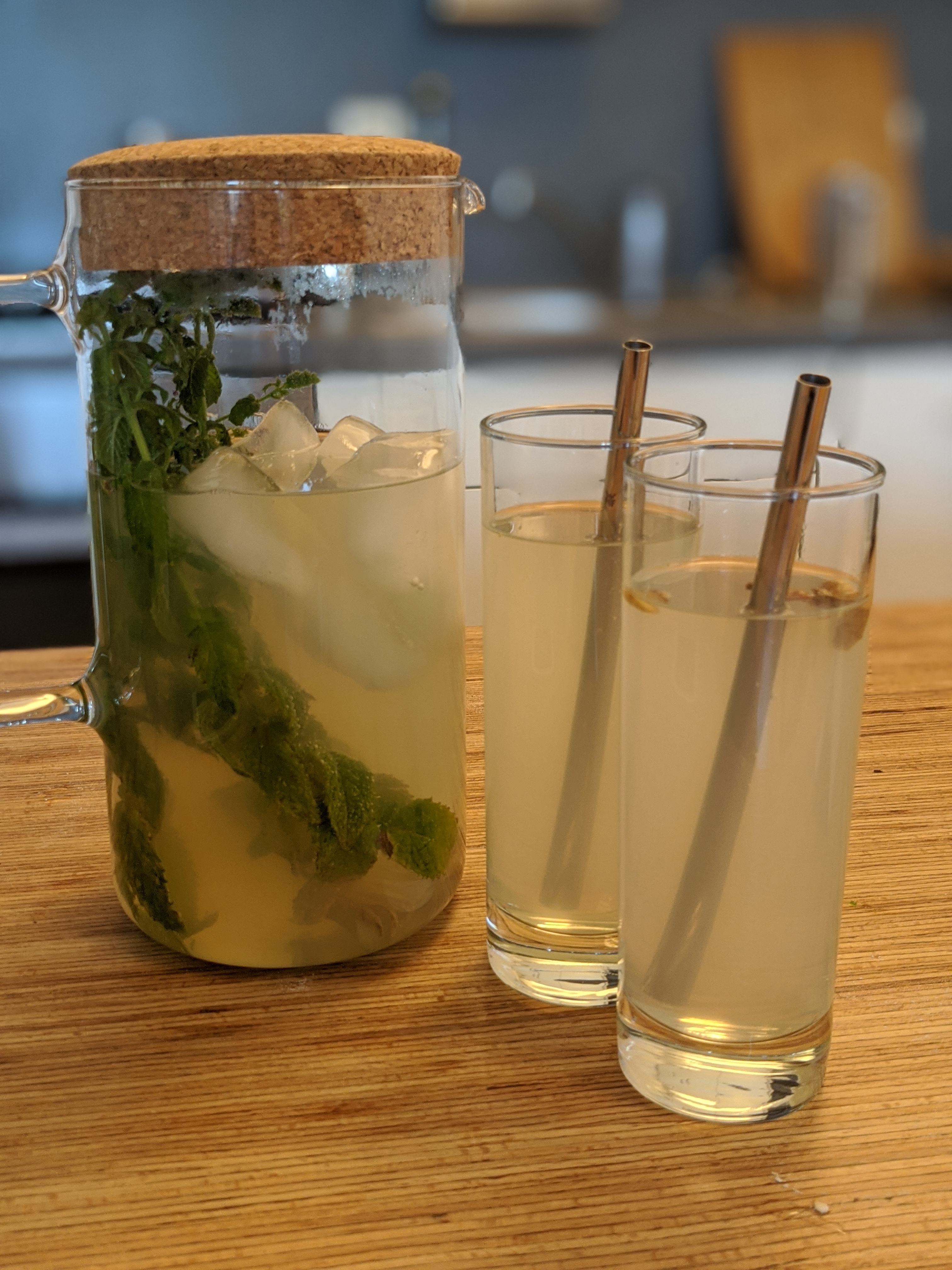
Лимонад

### Як декоративні рослини

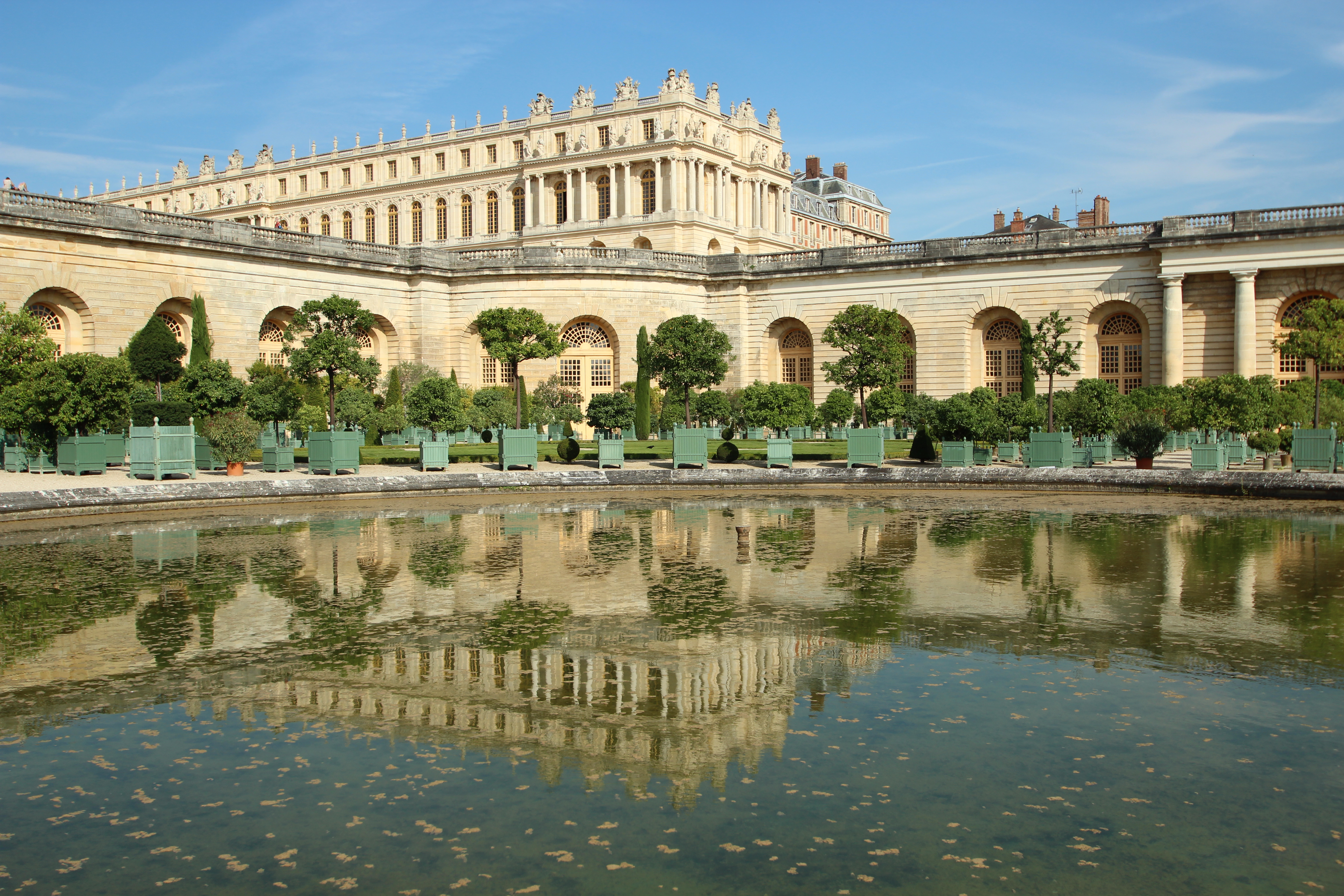
Версальська оранжерея, 1686

До XVII століття оранжереї стали прилаштовувати до великих будинків у Європі, як для того, щоб фрукти можна було вирощувати на місці, так і для престижу, як, наприклад, у Версальській оранжереї. Деякі сучасні любителі вирощують карликові цитрусові в контейнерах або теплицях у тих районах, де погода надто холодна для вирощування їх на відкритому повітрі; гібриди Citrofortunella мають хорошу холодостійкість.

## У мистецтві та культурі

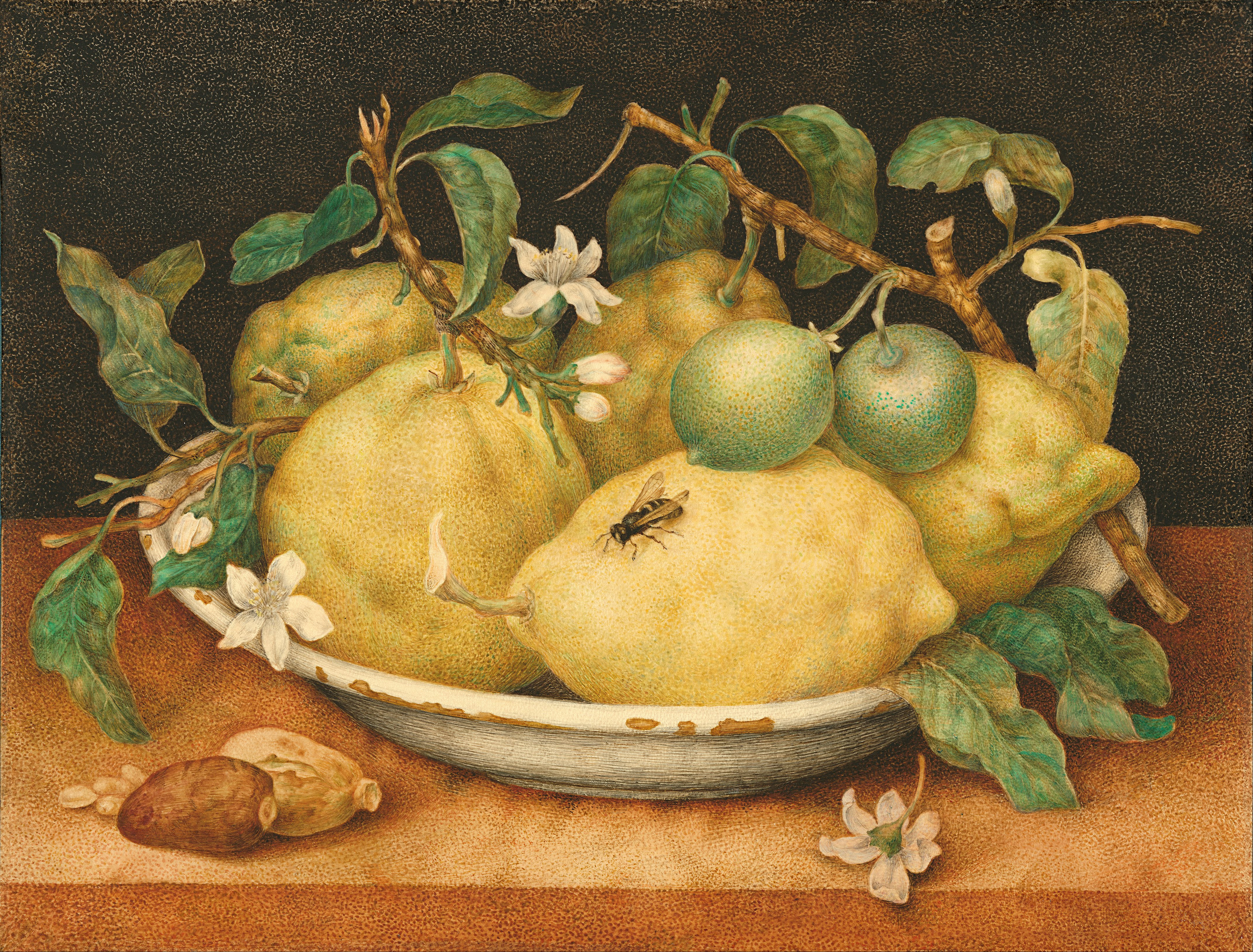
Натюрморт Джованни Гарцоні з чашею цитронів, кінець 1640-х років

Лимони з'являються на картинах, в поп-арті та романах. Настінний розпис у гробниці Нахта у XV столітті до н. е. в Єгипті зображує жінку на святі, яка тримає лимон. У XVII столітті Джованна Гарцоні намалювала «Натюрморт із чашею цитронів», плоди все ще прикріплені до листяних квітучих гілочок, з осою на одному з плодів. Імпресіоніст Едуард Мане зобразив лимон на олов'яній тарілці. У сучасному мистецтві Аршил Горкі написав картину «Натюрморт з лимонами» в 1930-х роках.
За словами палеоетноботаніка Дафни Ланггут, цитрусові «були чіткими символами статусу знаті в стародавньому Середземномор'ї». У романі Луїзи Мей Олкотт «Маленькі жінки» 1868 року героїня Емі Марч стверджує, що «зараз немає нічого, крім лаймів, бо всі смокчуть їх на своїх партах у школі та обмінюють на олівці, намиста, паперових ляльок чи щось інше… Якщо одна дівчинка подобається іншій, вона дає їй лайм; якщо вона сердиться на неї, вона з'їдає його перед її обличчям, навіть не пропонуючи посмоктати».